# Nagy pávaszem
A nagy pávaszem vagy nagy éjjeli pávaszem (Saturnia pyri) a rovarok (Insecta) osztályának lepkék (Lepidoptera) rendjébe, ezen belül a pávaszemek (Saturniidae) családjába tartozó faj.

## Előfordulása
A nagy pávaszem előfordulási területe az Ibériai-félsziget, Dél-Franciaország, Észak-Magyarország, Szerbia középső és déli részei, Horvátország, Dél- és Kelet-Bulgária, Dél-Görögország, Dél-Törökország, Dél-Románia, Észak-Izrael, Ukrajna, Oroszország, Csehország, Szlovákia, Észak-Macedónia és Olaszország. Állományai találhatók Szibériában és Észak-Afrikában is. Eredetileg a Brit-szigetekről hiányzott, azonban manapság már jelen van; valószínűleg fogságból elszabadult példányok alkotta kis állományról van szó.
Magyarországon alapvetően gyakori fajnak számít, ám az utóbbi időben erősen megritkult.

## Alfajai
- Saturnia pyri pyri (Denis & Schiffermüller, 1775)
- Saturnia pyri thaumastos Orsetti, 1973

## Megjelenése
15–20 centiméteres szárnyfesztávolságával Európa legnagyobb lepkéje. A barnás-kékes szárnyait a szemfoltok mellett haránt szalagok díszítik. Hernyója hatalmas zöld színű, melyen halványkék szemölcsök és belőlük kiálló sörteszerű szőrök láthatók; a vége pedig vöröses fehér szőrökkel.

## Életmódja
Az imágó tavasszal repül. Hernyója különböző gyümölcsfák, kökény (Prunus spinosa), valamint kőris-fajok (Fraxinus) leveleit fogyasztja.

## Képek

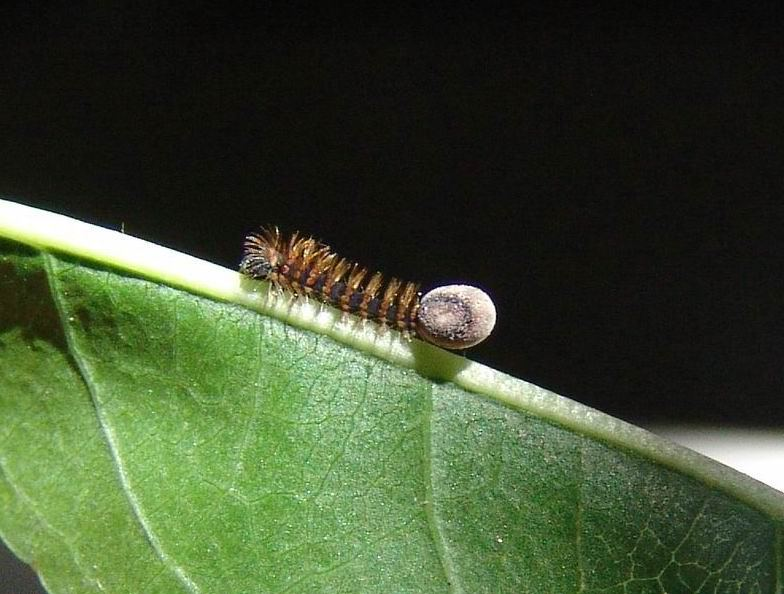
Petéből kikelő kis hernyó
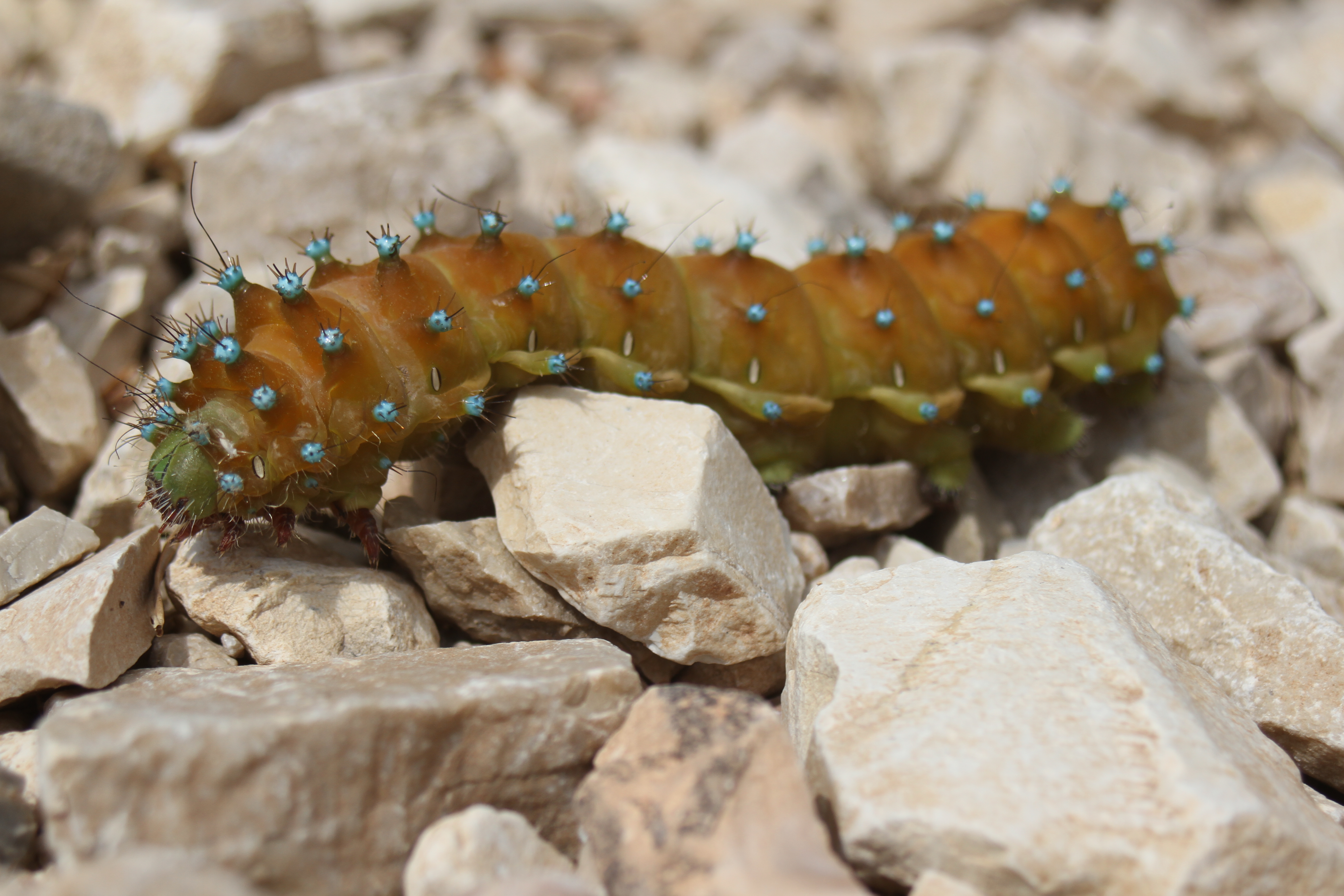
Idősebb hernyó
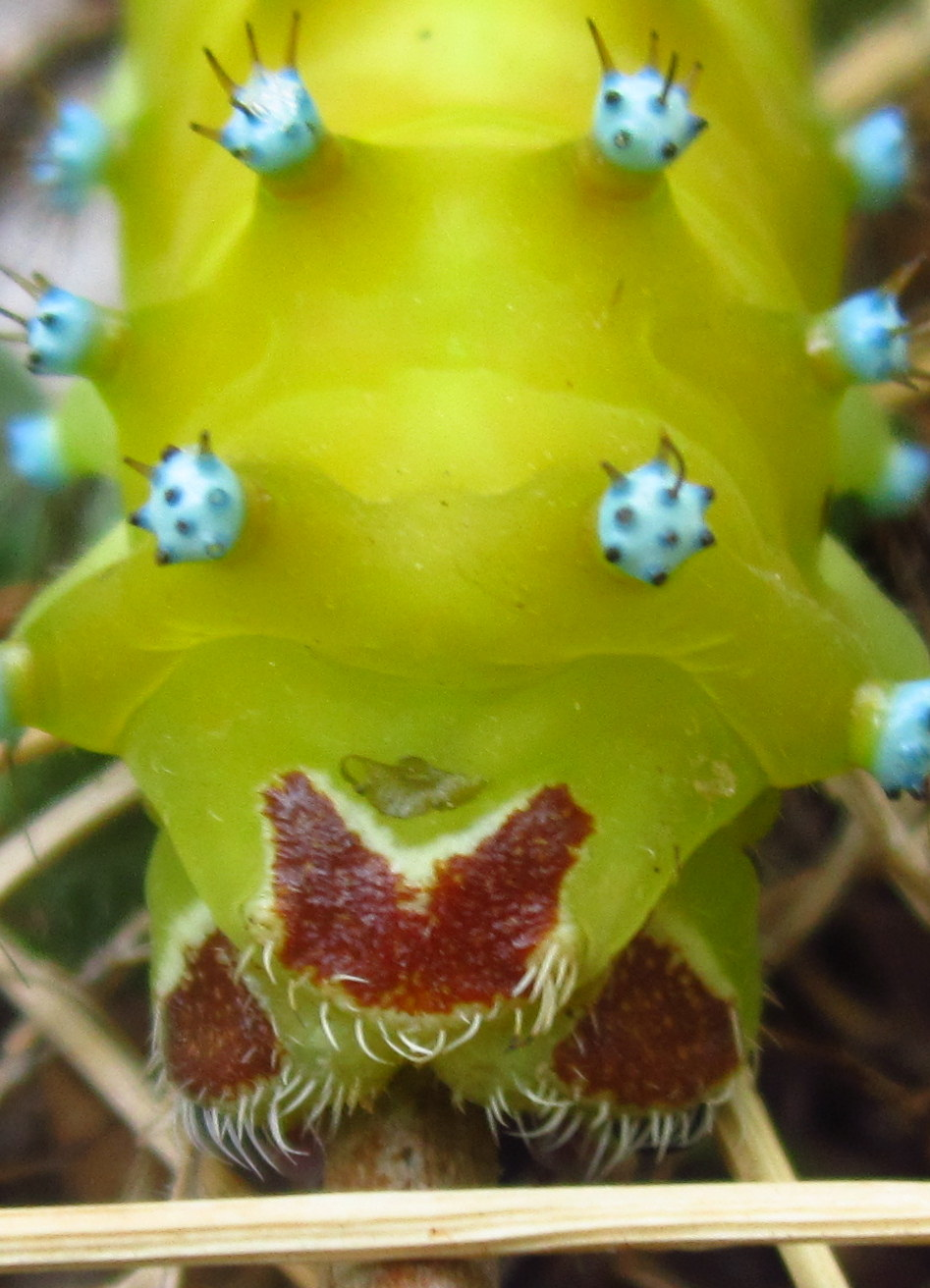
Hernyó közelről
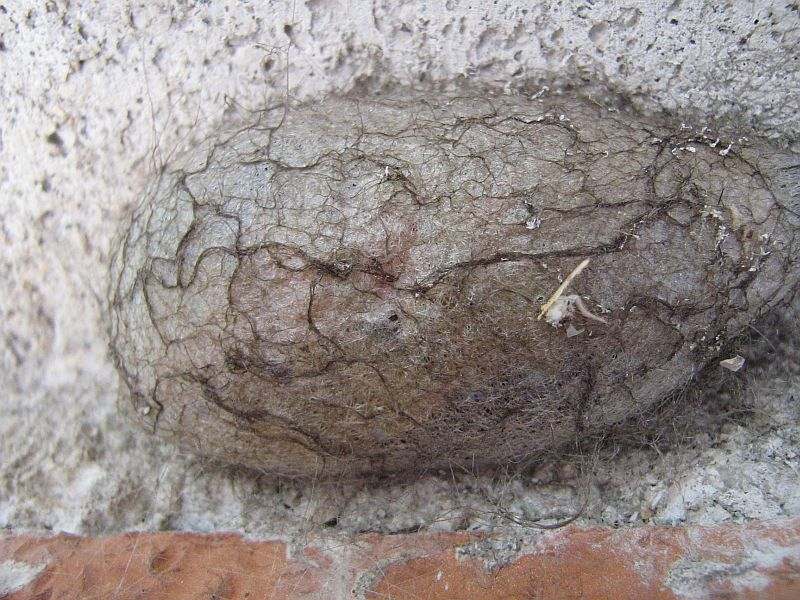
Báb
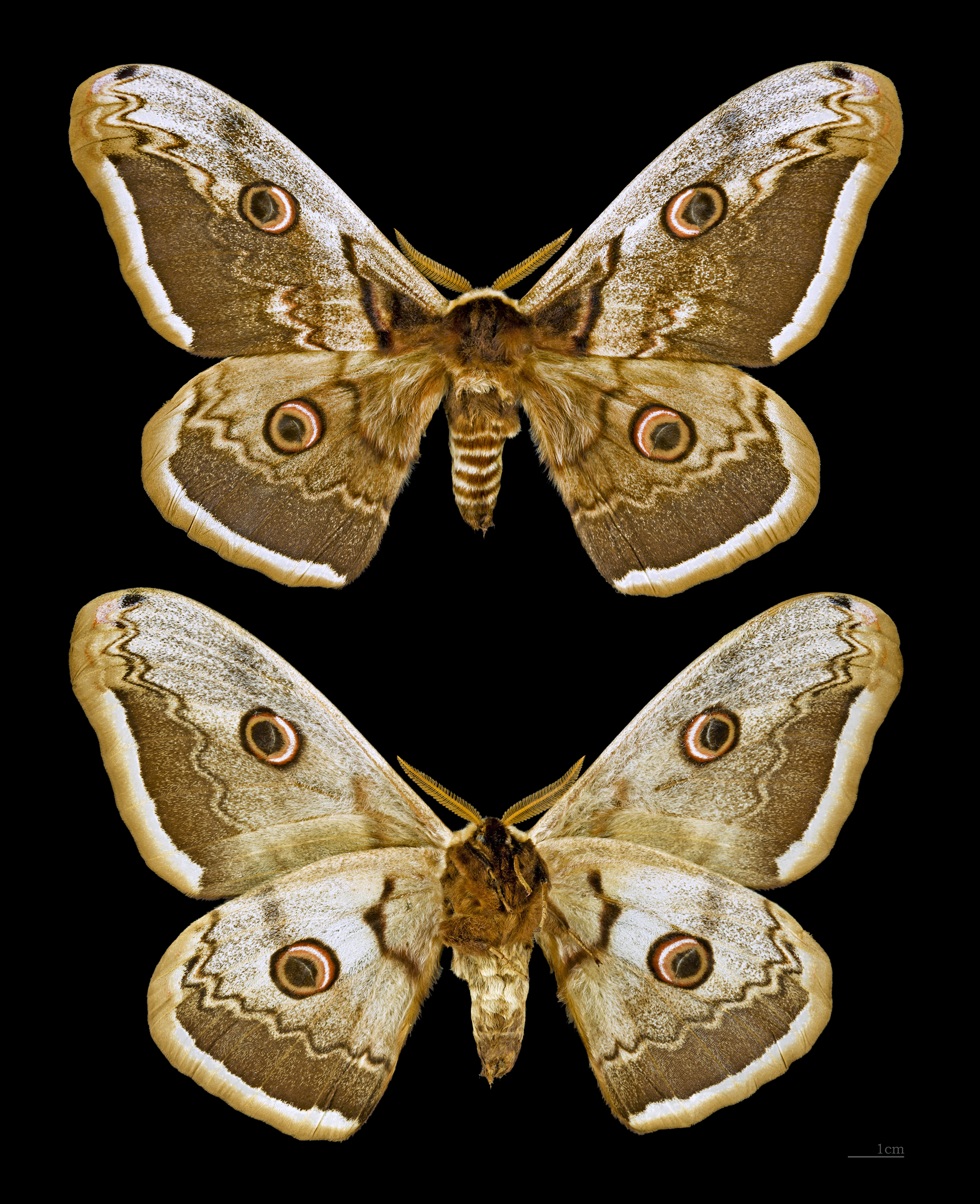
Hím felülről és alulról
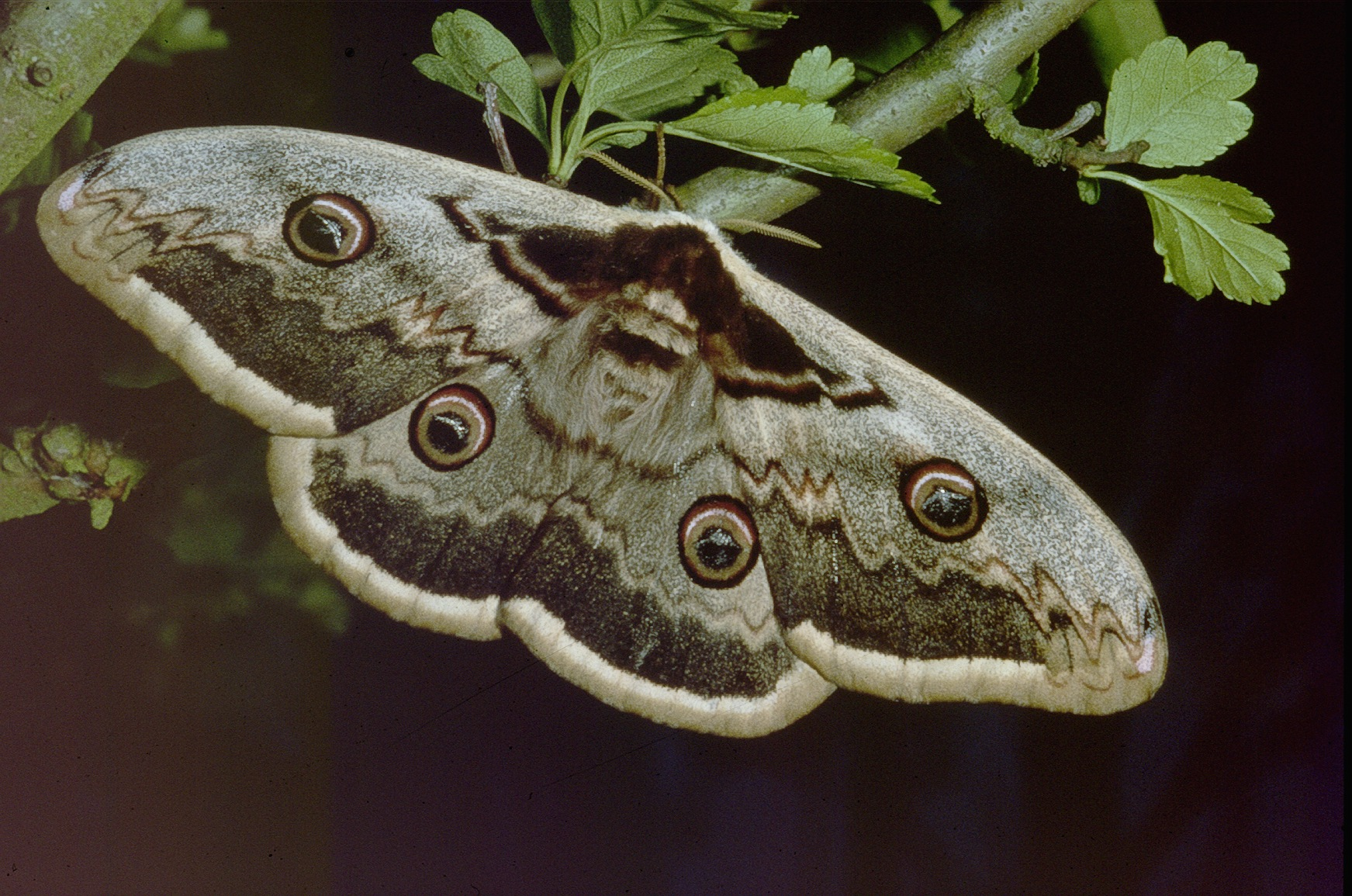
Nőstény imágó
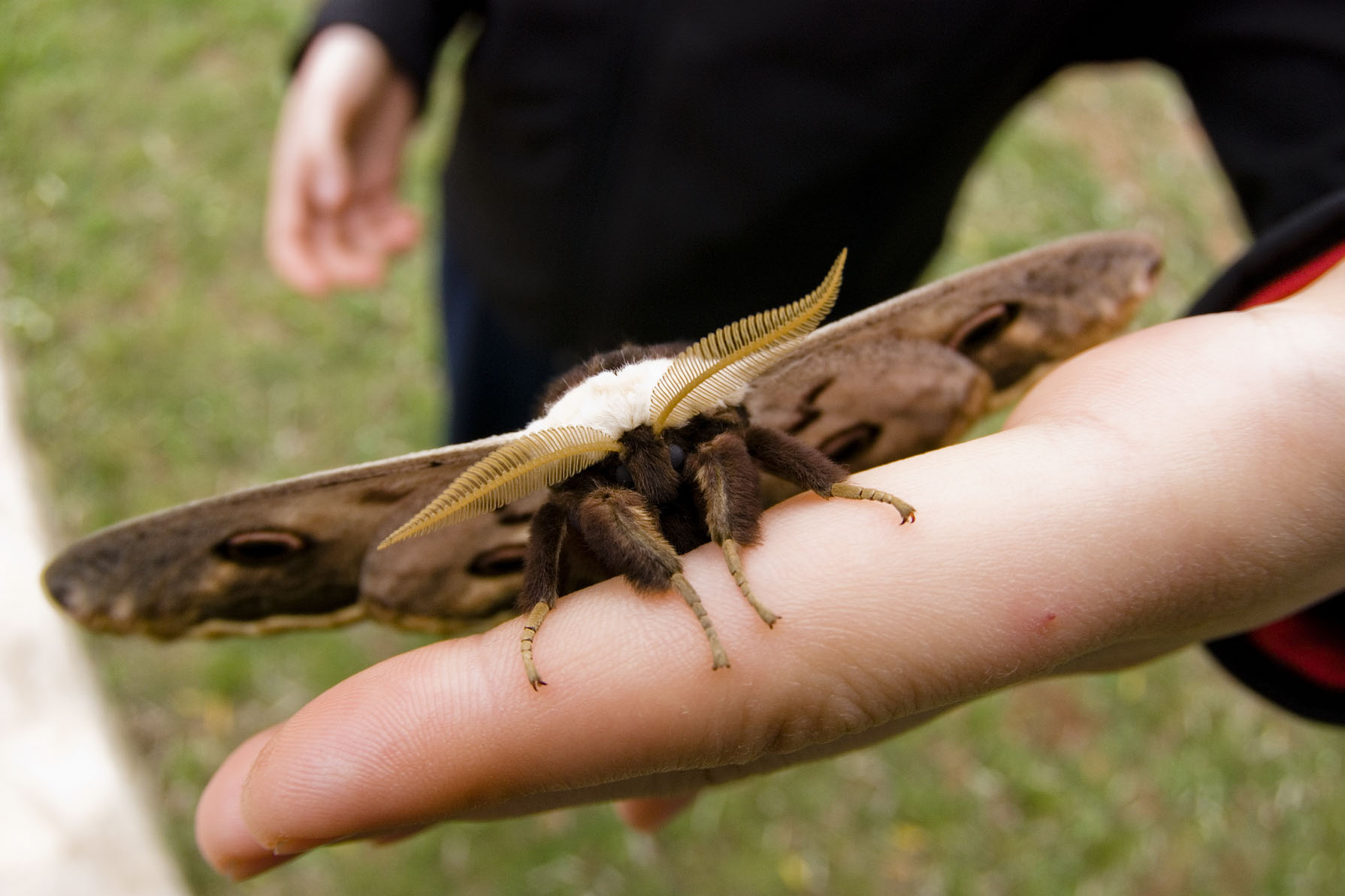
Hím szemből
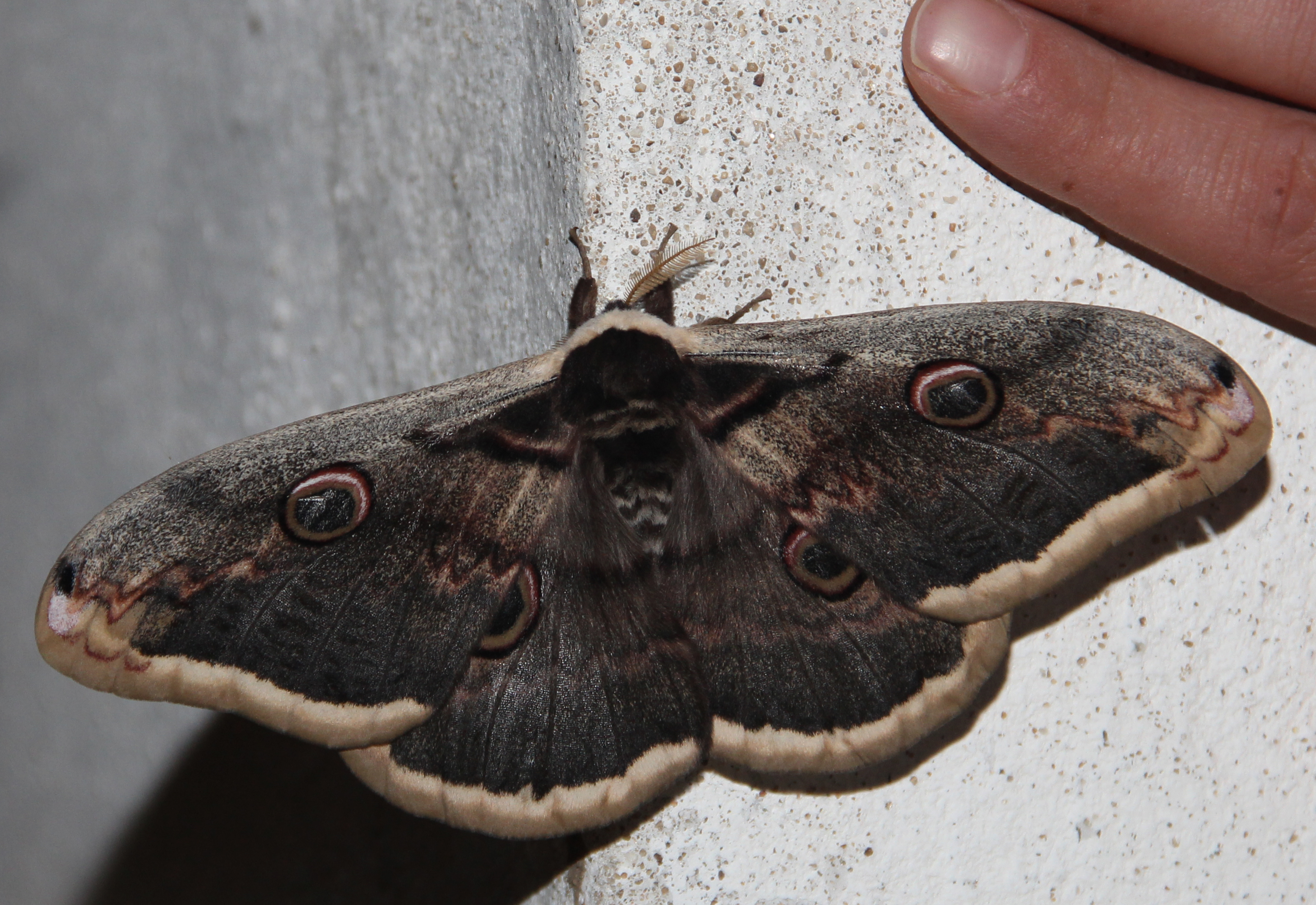
Széttárt szárnyú hím
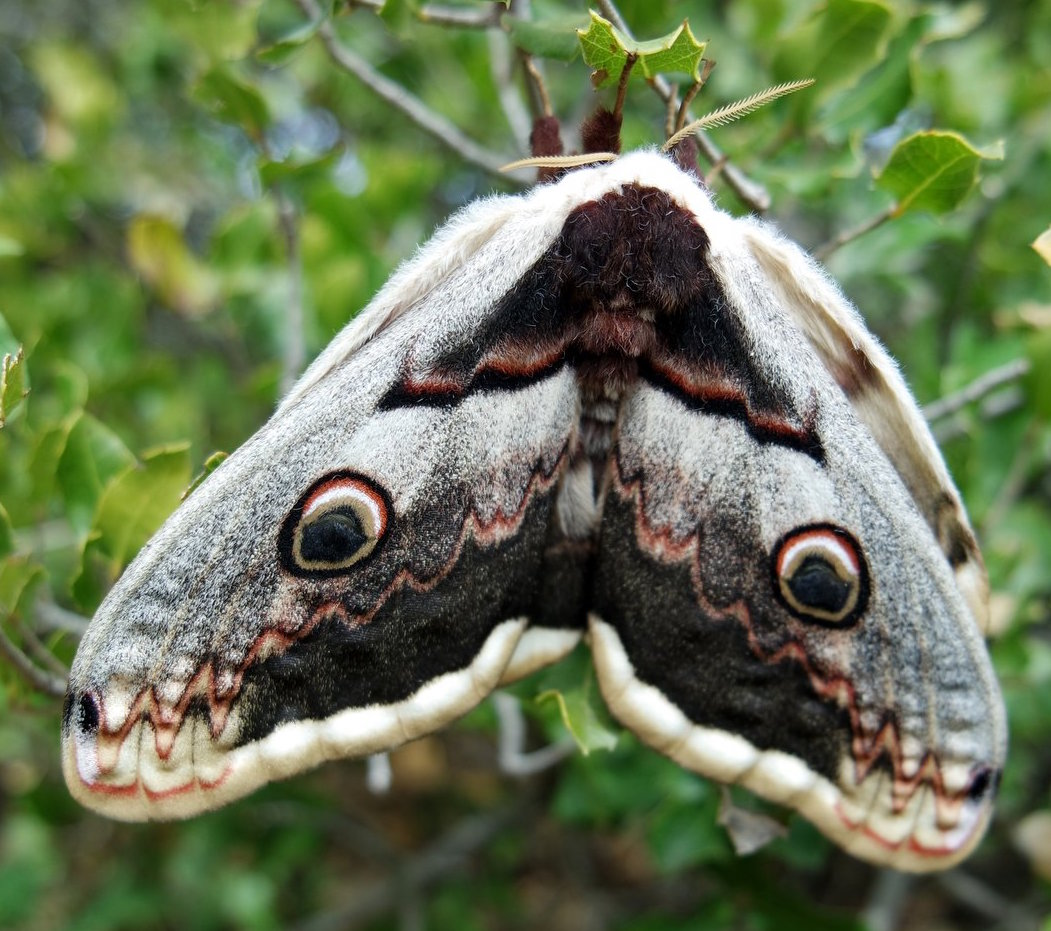
Félig összezárt szárnyú nőstény

### Fordítás
- Ez a szócikk részben vagy egészben  a   Saturnia pyri című angol Wikipédia-szócikk ezen változatának fordításán alapul.  Az eredeti cikk szerkesztőit annak laptörténete sorolja fel. Ez a jelzés csupán a megfogalmazás eredetét és a szerzői jogokat jelzi, nem szolgál a cikkben szereplő információk forrásmegjelöléseként.